# Clonegal
Clonegal (Iers: Cluain na nGall) is een plaats in Ierse graafschap Carlow. De plaats telt 193 inwoners.

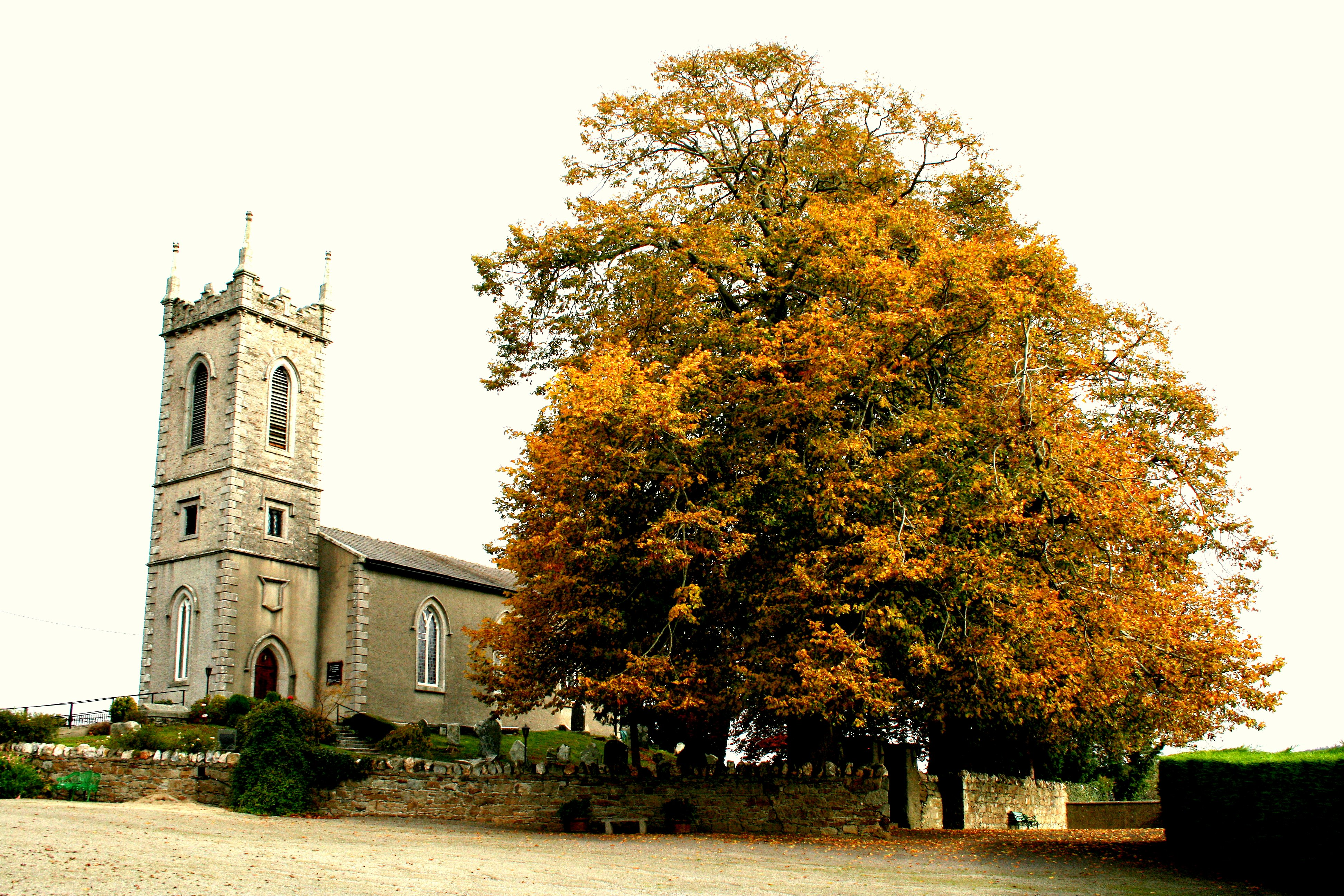
St Fiaac's Church

Ballinkillen · Ballon · Ballymurphy · Borris · Carlow · Clonegal · Clonmore · Fennagh · Hacketstown · Kildavin · Leighlinbridge · Muine Bheag · Myshall · Nurney · Old Leighlin · Rathvilly · Royal Oak · St Mullin's · Tinryland · Tullow